# Alencar Guimarães
Manuel de Alencar Guimarães, mais conhecido como Alencar Guimarães (Curitiba, 13 de dezembro de 1865 — 9 de setembro de 1940), foi um advogado e político brasileiro.
Foi governador do Paraná em 1908, além de senador pelo mesmo estado de 1908 a 1911 e de 1912 a 1920. Foi também diversas vezes deputado federal e estadual.